# 기욤 드파르디외
기욤 드파르디외(Guillaume Depardieu, 1971년 4월 7일 ~ 2008년 10월 13일)는 프랑스의 배우이다.

## 출연 작품

### 영화
- Pas si méchant que ça (1974)
- 세상의 모든 아침 (1991)
- Les Apprentis (1995)
- 무제 (1997, Sans titre)
- 폴라 X (1999)
- Peau d'ange (2002)
- 사랑하는 아버지 (2002, Aime ton père)
- 약제사 (2003, Le Pharmacien de garde)
- 프로세스 (2004, Process)
- 어둠 속의 공포 (2007, Peur(s) du noir) - 목소리
- 도끼에 손대지 마라 (2007, Ne touchez pas la hache)
- 전쟁론 (2008, De la guerre)
- 베르사유 (2008, Versailles)
- 스텔라 (2008, Stella)
- 리얼 라이프 (2009, Au voleur)

### 텔레비전 드라마
- 몽테크리스토 백작 (1998)